# Valentin Tarakanov
Valentin Semjonovič Tarakanov (* 1956 Krasnojarsk) je bývalý sovětský zápasník–judista a sambista ruské národnosti.

## Sportovní kariéra
Začínal se sambem v Krasnojarsku v klubu Dynamo ve 13 letech. S judem se seznámil během povinné vojenské služby v Novosibirsku. Jako kariéru začínající vojenský důstojník byl v roce 1978 poslán ke studiím do tehdejšího Leningradu. V Leningradu se pod trenérem Valerijem Morozovem v olympijském roce 1980 dostal do užšího výběru sovětské judistické reprezentace v pololehké váze do 65 kg. V jeho váze však v reprezentaci působil úřadující mistr světa Nikolaj Soloduchin, přes něhož nominace na domácí olympijské hry v Moskvě nedopadla. V dalších letech startoval ve vyšší lehké váze do 71 kg a v sovětské reprezentaci se již neobjevoval. Po skončení sportovní kariéry pracoval jako instruktor bojových umění v armádě.